# Уорън Бейти
Хенри Уорън Бейти, известен като Уорън Бейти (на английски: Henry Warren Beatty, английско произношение: /ˈbeɪti/, често срещан и като Бийти) е американски актьор, продуцент, сценарист и режисьор. Дълго време има репутация на плейбой, но тя изглежда изчезва след сватбата му през 1992 г. Съпруга му е актрисата Анет Бенинг и заедно имат 4 деца: Кейтлин (1992), Бенджамин (1994), Изабел (1996) и Ела Корин (2000). Уорън Бейти е по-малък брат на актрисата и писателката Шърли Маклейн.
През 1979 г. е удостоен с наградата Златен глобус за най-добра мъжка роля за филма „Раят може да почака“. Две години по-късно печели втори Златен глобус и Оскар за най-добър режисьор с филма „Червените“. Получава три награди за цялостно творчество: Оскар през 2000 г., Златен глобус през 2007 г. и Наградата на Американския филмов институт през 2008 г..

## Филмография

### Като актьор
- „Великолепие в тревата“ (1961)
- „Падението“ (1962)
- „Обещай ѝ всичко“ (1965)
- „Калейдоскоп“ (1966)
- „Бони и Клайд“ (1967)
- „Маккейб и Мисис Милър“ (1971)
- „Долари“ (1971)
- „Паралакс“ (1974)
- „Богатството“ (1975)
- „Шампоан“ (1975)
- „Раят може да почака“ (1978)
- „Червените“ (1981)
- „Ищар“ (1987)
- „Дик Трейси“ (1990)
- „Бъгси“ (1991)
- „Любовна афера“ (1994)
- „Сенаторът“ (1998)
- „В града и на вилата“ (2001)
- „Rules Don't Apply“ (2016)

### Като режисьор
| Година | Филм                | Оригинално заглавие | Бележки                 |
| ------ | ------------------- | ------------------- | ----------------------- |
| 1978   | Раят може да почака | Heaven Can Wait     | съ-режисьор с Бък Хенри |
| 1981   | Червените           | Reds                |                         |
| 1990   | Дик Трейси          | Dick Tracy          |                         |
| 1998   | Сенаторът           | Bulworth            |                         |
| 2016   | Правилата не важат  | Rules Don't Apply   |                         |